# Istana Naga Sakti Klenteng Xian Ma
Istana Naga Sakti Klenteng Xian Ma is een boeddhistische tempel en klenteng voor Chinese Indonesiërs. De tempel ligt aan de Jalan Sulawesi no. 112 in Wajo, Makassar, Indonesië. Het gebouw bestaat uit vijf etages en is deels in Chinese stijl gebouwd. Aan de voorkant van de tempel is op de muur van de bovenste verdieping een swastika en yinyangsymbool afgebeeld. Deze twee staan voor het boeddhisme en taoïsme.
Bij de ingang van de tempel staat een Boeddhabeeld van Maitreya. In de tempel zijn verder ook de beelden van Amitabha, Guanyin en Samantabhadra te vinden.